# Phaon iridipennis
The Phaon iridipennis, tiếng Anh thường gọi là Glistening Demoiselle, là một loài chuồn chuồn kim thuộc họ Calopterygidae. Loài này có ở Angola, Bénin, Botswana, Burkina Faso, Cameroon, Cộng hòa Trung Phi, Cộng hòa Congo, Cộng hòa Dân chủ Congo, Bờ Biển Ngà, Guinea Xích Đạo, Ethiopia, Gabon, Ghana, Guinea, Kenya, Liberia, Madagascar, Malawi, Mali, Mozambique, Namibia, Nigeria, Senegal, Sierra Leone, Somalia, Nam Phi, Tanzania, Togo, Uganda, Zambia, Zimbabwe, và có thể cả Burundi. Môi trường sống tự nhiên của chúng là rừng ẩm vùng đất thấp nhiệt đới hoặc cận nhiệt đới, vùng cây bụi khô khu vực nhiệt đới hoặc cận nhiệt đới, vùng cây bụi ẩm khu vực nhiệt đới hoặc cận nhiệt đới, sông ngòi, và sông có nước theo mùa.

## Hình ảnh

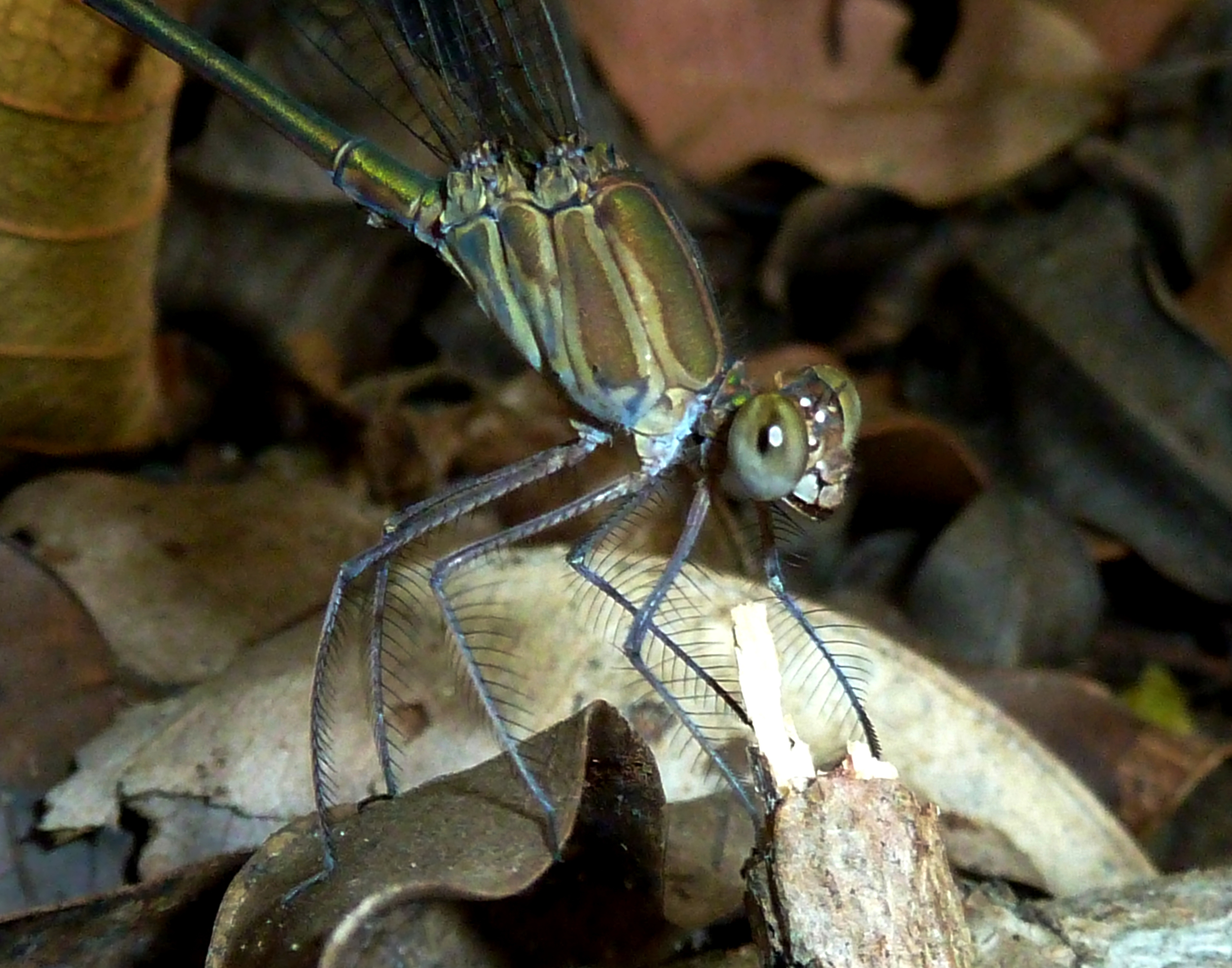
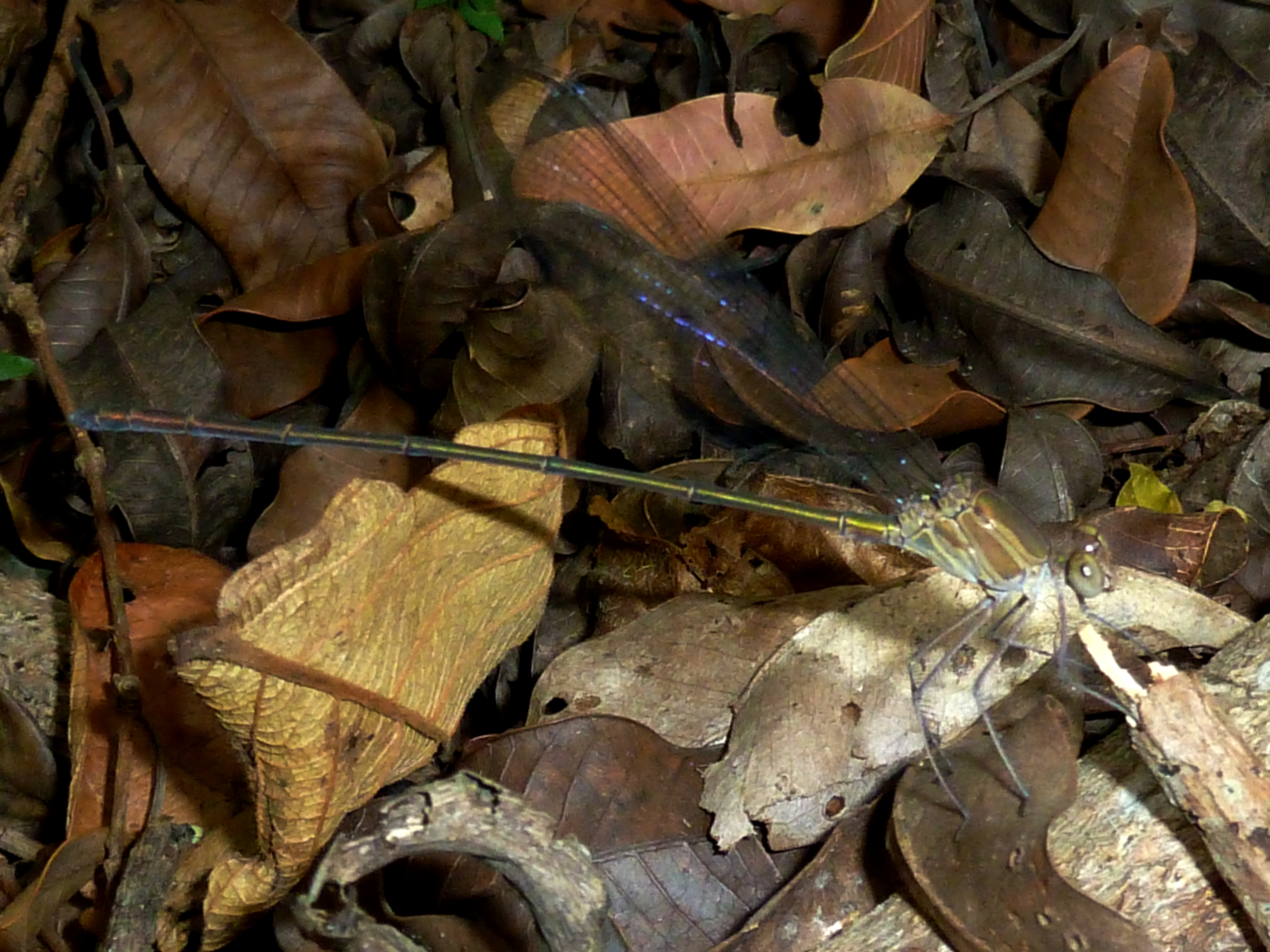
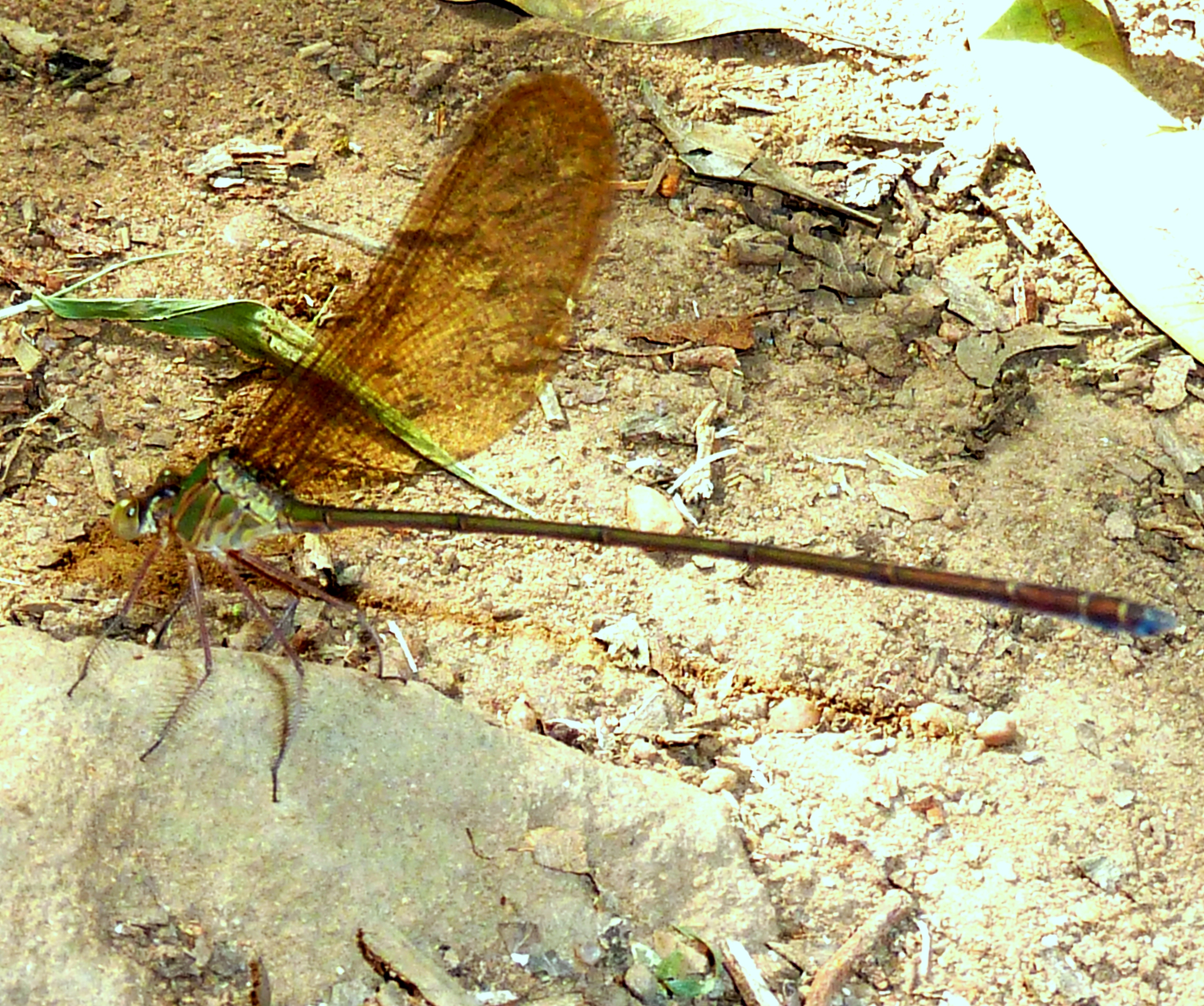
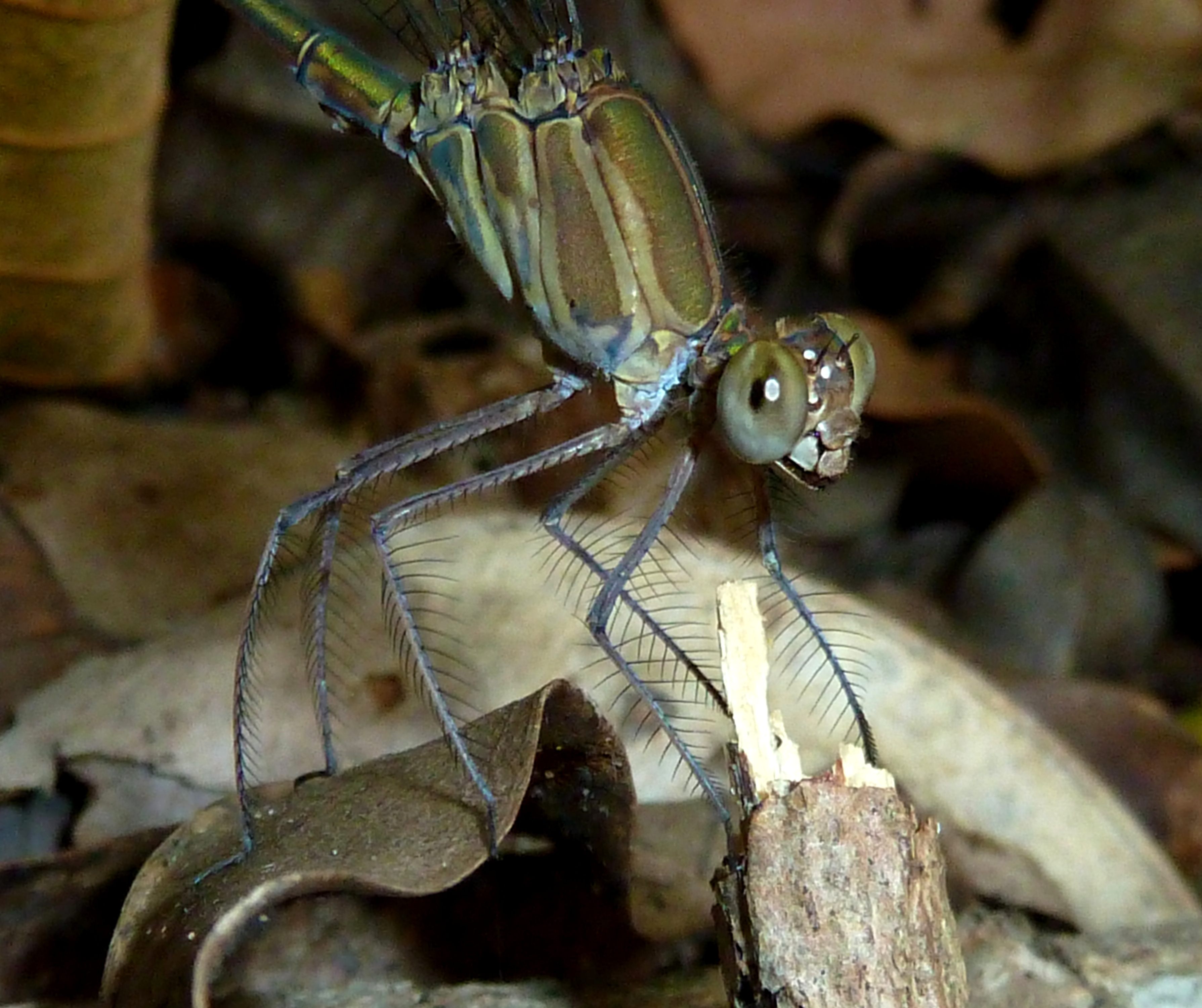